# Целестинув (Зволенський повіт)
Целестинув (пол. Celestynów) — село в Польщі, у гміні Зволень Зволенського повіту Мазовецького воєводства.
У 1975-1998 роках село належало до Радомського воєводства.